# Masters de Indian Wells 2021
El BNP Paribas Open 2021 fue un torneo de tenis ATP World Tour Masters 1000 en su rama masculina y WTA 1000 en la femenina. Se disputó en las canchas duras del complejo Indian Wells Tennis Garden, Indian Wells (Estados Unidos), entre el 4 y el 17 de octubre.

## Puntos y premios en efectivo

### Distribución de puntos
| Evento                  | G    | F   | SF  | CF  | R16 | R32 | R64 | R128 | C  | C2 | C1 |
| Individuales masculinos | 1000 | 600 | 360 | 180 | 90  | 45  | 25  | 10   | 16 | 8  | 0  |
| Dobles masculinos       | 1000 | 600 | 360 | 180 | 90  | 0   | 0   | —    | —  | —  | —  |

| Modalidad           | G    | F   | SF  | CF  | R16 | R32 | R64 | R128 | C  | C2 | C1 |
| Individual femenino | 1000 | 650 | 390 | 215 | 120 | 65  | 35  | 10   | 30 | 20 | 2  |
| Dobles femenino     | 1000 | 650 | 390 | 215 | 120 | 10  | —   | —    | —  | —  | —  |

### Premios en efectivo
| Evento                  | G           | F         | SF        | CF        | R16      | R32      | R64      | R128     | C2     | C1     |
| Individuales masculinos | $ 1 209 730 | $ 640 000 | $ 335 000 | $ 175 000 | $ 92 000 | $ 51 895 | $ 29 045 | $ 18 155 | $ 9110 | $ 4785 |
| Individuales femeninos  | $ 1 209 730 | $ 640 000 | $ 335 000 | $ 175 000 | $ 92 000 | $ 51 895 | $ 29 045 | $ 18 155 | $ 9110 | $ 4785 |
| Dobles masculinos       | $ 414 500   | $ 220 000 | $ 117 240 | $ 59 740  | $ 31 500 | $ 16 870 | —        | —        | —      | —      |
| Dobles femeninos        | $ 414 500   | $ 220 000 | $ 117 240 | $ 59 740  | $ 31 500 | $ 16 870 | —        | —        | —      | —      |

## Cabezas de serie
Como resultado de los ajustes relacionados con la pandemia en el sistema de clasificación, los jugadores están defendiendo sus puntos del torneo de 2019 (que ya se había reducido en un 50%), así como de los torneos celebrados durante las semanas del 7 y 14 de octubre de 2019 (Shanghái, Estocolmo, Amberes y/o Moscú) y 12 de octubre de 2020 (San Petersburgo, Colonia o Cerdeña). Los puntos de los torneos de 2019 y 2020 se incluyen en la tabla solo si cuentan para la clasificación del jugador al 4 de octubre de 2021.

### Individuales masculino
| N.º | Rank. | Tenista               | Puntos | Puntos por defender | Puntos ganados | Nuevos puntos | Ronda hasta la que avanzó en el torneo                  |
| 1   | 2     | Daniil Medvédev       | 10 575 | 1045                | 90             | 9620          | Cuarta ronda, perdió ante Grigor Dimitrov [23]          |
| 2   | 3     | Stefanos Tsitsipas    | 8175   | 360                 | 180            | 7995          | Cuartos de final, perdió ante Nikoloz Basilashvili [29] |
| 3   | 4     | Alexander Zverev      | 7603   | 873                 | 180            | 6910          | Cuartos de final, perdió ante Taylor Fritz [31]         |
| 4   | 5     | Andrey Rublev         | 6130   | 840                 | 45             | 5335          | Tercera ronda, perdió ante Tommy Paul                   |
| 5   | 7     | Matteo Berrettini     | 5173   | 360                 | 45             | 4858          | Tercera ronda, perdió ante Taylor Fritz [31]            |
| 6   | 10    | Casper Ruud           | 3615   | 90                  | 90             | 3615          | Cuarta ronda, perdió ante Diego Schwartzman [11]        |
| 7   | 11    | Félix Auger-Aliassime | 3368   | 110                 | 10             | 3268          | Segunda ronda, perdió ante Albert Ramos                 |
| 8   | 12    | Hubert Hurkacz        | 3333   | 180                 | 180            | 3333          | Cuartos de final, perdió ante Grigor Dimitrov [23]      |
| 9   | 13    | Denis Shapovalov      | 3265   | 394                 | 45             | 2916          | Tercera ronda, perdió ante Aslán Karatsev [19]          |
| 10  | 14    | Jannik Sinner         | 2895   | 90                  | 90             | 2895          | Cuarta ronda, perdió ante Taylor Fritz [31]             |
| 11  | 15    | Diego Schwartzman     | 2800   | 10                  | 180            | 2970          | Cuartos de final, perdió ante Cameron Norrie [21]       |
| 12  | 16    | Pablo Carreño         | 2550   | 160                 | 45             | 2435          | Tercera ronda, perdió ante Karen Jachanov [24]          |
| 13  | 17    | Christian Garín       | 2510   | 45                  | 45             | 2510          | Tercera ronda, perdió ante Álex de Miñaur [22]          |
| 14  | 18    | Gaël Monfils          | 2418   | 135                 | 90             | 2373          | Cuarta ronda, perdió ante Alexander Zverev [3]          |
| 15  | 19    | Roberto Bautista      | 2360   | 180                 | 45             | 2225          | Tercera ronda, perdió ante Cameron Norrie [21]          |
| 16  | 20    | Reilly Opelka         | 2161   | 135                 | 45             | 2071          | Tercera ronda, perdió ante Grigor Dimitrov [23]         |
| 17  | 21    | Lorenzo Sonego        | 2122   | 10                  | 10             | 2122          | Segunda ronda, perdió ante Kevin Anderson               |
| 18  | 22    | Daniel Evans          | 2122   | 23                  | 45             | 2144          | Tercera ronda, perdió ante Diego Schwartzman [11]       |
| 19  | 24    | Aslán Karatsev        | 2109   | 45                  | 90             | 2154          | Cuarta ronda, perdió ante Hubert Hurkacz [8]            |
| 20  | 23    | John Isner            | 2091   | 135                 | 45             | 2001          | Tercera ronda, se retiró ante Jannik Sinner [10]        |
| 21  | 26    | Cameron Norrie        | 2015   | 160                 | 1000           | 2855          | Campeón, venció a Nikoloz Basilashvili [29]             |
| 22  | 27    | Álex de Miñaur        | 1956   | 10                  | 90             | 2036          | Cuarta ronda, perdió ante Stefanos Tsitsipas [2]        |
| 23  | 28    | Grigor Dimitrov       | 1881   | 10                  | 360            | 2231          | Semifinales, perdió ante Cameron Norrie [21]            |
| 24  | 29    | Karen Jachanov        | 1830   | 270                 | 90             | 1650          | Cuarta ronda, perdió ante Nikoloz Basilashvili [29]     |
| 25  | 30    | Fabio Fognini         | 1664   | 180                 | 45             | 1529          | Tercera ronda, perdió ante Stefanos Tsitsipas [2]       |
| 26  | 31    | Lloyd Harris          | 1652   | 57                  | 45             | 1640          | Tercera ronda, perdió ante Casper Ruud [6]              |
| 27  | 34    | Filip Krajinović      | 1589   | 213                 | 45             | 1421          | Tercera ronda, perdió ante Daniil Medvédev [1]          |
| 28  | 35    | Dušan Lajović         | 1565   | 55                  | 10             | 1520          | Segunda ronda, perdió ante Tommy Paul                   |
| 29  | 36    | Nikoloz Basilashvili  | 1556   | 90                  | 600            | 2066          | Final, perdió ante Cameron Norrie [21]                  |
| 30  | 38    | Carlos Alcaraz        | 1499   | 160                 | 10             | 1349          | Segunda ronda, perdió ante Andy Murray [WC]             |
| 31  | 39    | Taylor Fritz          | 1495   | 45                  | 360            | 1810          | Semifinales, perdió ante Nikoloz Basilashvili [29]      |
| 32  | 40    | Sebastian Korda       | 1469   | 10                  | 10             | 1469          | Segunda ronda, perdió ante Frances Tiafoe               |

- Ranking del 4 de octubre de 2021.[3]

#### Bajas masculinas (cabezas de serie o sembrados)
| Clasif | Jugador          | Puntos Antes | Puntos a defender | Puntos ganados | Puntos después | Baja debido a         |
| ------ | ---------------- | ------------ | ----------------- | -------------- | -------------- | --------------------- |
| 1      | Novak Djokovic   | 11 633       | 203               | 0              | 11 430         | Descanso.             |
| 6      | Rafael Nadal     | 5815         | 180               | 0              | 5635           | Lesión en el pie.     |
| 8      | Dominic Thiem    | 4495         | 680               | 0              | 3815           | Lesión en la muñeca.  |
| 9      | Roger Federer    | 3765         | 480               | 0              | 3285           | Lesión en la rodilla. |
| 25     | Ugo Humbert      | 2045         | 0                 | 0              | 2045           | [ 8 ]                 |
| 32     | Milos Raonic     | 1649         | 360               | 0              | 1289           | Lesión muscular.      |
| 33     | David Goffin     | 1596         | 80                | 0              | 1516           | Lesión en la rodilla. |
| 37     | Aleksandr Búblik | 1528         | 12                | 0              | 1516           | [ 8 ]                 |

### Dobles masculino
| Tenistas                           | Ranking | Preclasificado |
| Nikola Mektić Mate Pavić           | 3       | 1              |
| Rajeev Ram Joe Salisbury           | 7       | 2              |
| Marcel Granollers Horacio Zeballos | 15      | 3              |
| Juan Sebastián Cabal Robert Farah  | 24      | 4              |
| Kevin Krawietz Horia Tecău         | 29      | 5              |
| Jamie Murray Bruno Soares          | 29      | 6              |
| John Peers Filip Polášek           | 33      | 7              |
| Ivan Dodig Marcelo Melo            | 33      | 8              |

### Individuales femenino
| N.º | Rank. | Tenista                  | Puntos | Puntos por defender | Puntos ganados | Nuevos puntos | Ronda hasta la que avanzó en el torneo               |
| 1   | 3     | Karolína Plíšková        | 5285   | 30                  | 65             | 5320          | Tercera ronda, perdió ante Beatriz Haddad Maia [LL]  |
| 2   | 4     | Iga Świątek              | 4756   | 2430                | 120            | 2446          | Cuarta ronda, perdió ante Jeļena Ostapenko [24]      |
| 3   | 5     | Barbora Krejčíková       | 4668   | 40                  | 120            | 4748          | Cuarta ronda, perdió ante Paula Badosa [21]          |
| 4   | 7     | Elina Svitólina          | 4376   | 660                 | 120            | 3836          | Cuarta ronda, perdió ante Jessica Pegula [19]        |
| 5   | 6     | Garbiñe Muguruza         | 4595   | 200                 | 10             | 4405          | Segunda ronda, perdió ante Ajla Tomljanović          |
| 6   | 9     | María Sákkari            | 4055   | 60                  | 10             | 4005          | Segunda ronda, perdió ante Viktorija Golubic         |
| 7   | 11    | Petra Kvitová            | 3735   | 905                 | 65             | 2895          | Tercera ronda, perdió ante Victoria Azárenka [27]    |
| 8   | 10    | Belinda Bencic           | 3835   | 470                 | 10             | 3375          | Baja por lesión antes de la segunda ronda.           |
| 9   | 13    | Anastasia Pavlyuchenkova | 3255   | 335                 | 65             | 2985          | Tercera ronda, perdió ante Leylah Fernandez [23]     |
| 10  | 15    | Angelique Kerber         | 3105   | 55                  | 215            | 3265          | Cuartos de final, perdió ante Paula Badosa [21]      |
| 11  | 17    | Simona Halep             | 2982   | 240                 | 65             | 2807          | Tercera ronda, perdió ante Aliaksandra Sasnóvich     |
| 12  | 14    | Ons Jabeur               | 3220   | 110                 | 390            | 3500          | Semifinales, perdió ante Paula Badosa [21]           |
| 13  | 16    | Elena Rybakina           | 2983   | 110                 | 10             | 2883          | Segunda ronda, perdió ante Yulia Putintseva          |
| 14  | 18    | Elise Mertens            | 2885   | 60                  | 10             | 2835          | Segunda ronda, perdió ante Jasmine Paolini [LL]      |
| 15  | 19    | Cori Gauff               | 2815   | 280                 | 65             | 2600          | Tercera ronda, perdió ante Paula Badosa [21]         |
| 16  | 21    | Bianca Andreescu         | 2563   | 0                   | 65             | 2628          | Tercera ronda, perdió ante Anett Kontaveit [18]      |
| 17  | 22    | Emma Raducanu            | 2558   | 0                   | 10             | 2568          | Segunda ronda, perdió ante Aliaksandra Sasnóvich     |
| 18  | 20    | Anett Kontaveit          | 2616   | 65                  | 215            | 2766          | Cuartos de final, perdió ante Ons Jabeur [12]        |
| 19  | 24    | Jessica Pegula           | 2470   | 35                  | 215            | 2650          | Cuartos de final, perdió ante Victoria Azárenka [27] |
| 20  | 30    | Daria Kasátkina          | 2195   | 55                  | 65             | 2205          | Tercera ronda, perdió ante Angelique Kerber [10]     |
| 21  | 27    | Paula Badosa             | 2298   | 50                  | 1000           | 3248          | Campeona, venció a Victoria Azárenka [27]            |
| 22  | 25    | Danielle Collins         | 2361   | 660                 | 65             | 1766          | Tercera ronda, perdió ante Ons Jabeur [12]           |
| 23  | 28    | Leylah Fernandez         | 2254   | 225                 | 120            | 2149          | Cuarta ronda, perdió ante Shelby Rogers              |
| 24  | 29    | Jeļena Ostapenko         | 2205   | 600                 | 390            | 1995          | Semifinales, perdió ante Victoria Azárenka [27]      |
| 25  | 31    | Veronika Kudermétova     | 2045   | 210                 | 65             | 1900          | Tercera ronda, perdió ante Iga Świątek [2]           |
| 26  | 33    | Tamara Zidanšek          | 1841   | 30                  | 65             | 1876          | Tercera ronda, perdió ante Ajla Tomljanović          |
| 27  | 32    | Victoria Azárenka        | 1856   | 1                   | 650            | 2496          | Final, perdió ante Paula Badosa [21]                 |
| 28  | 35    | Sara Sorribes            | 1760   | 55                  | 10             | 1715          | Segunda ronda, perdió ante Anna Kalinskaya [Q]       |
| 29  | 36    | Nadia Podoroska          | 1722   | 880                 | 10             | 852           | Baja por lesión antes de la segunda ronda.           |
| 30  | 38    | Camila Giorgi            | 1660   | 10                  | 10             | 1660          | Segunda ronda, perdió antes Amanda Anisimova         |
| 31  | 39    | Jil Teichmann            | 1650   | 40                  | 10             | 1620          | Segunda ronda, perdió ante Irina-Camelia Begu        |
| 32  | 40    | Sorana Cîrstea           | 1594   | 30                  | 65             | 1629          | Tercera ronda, perdió ante Elina Svitólina [4]       |

- Ranking del 27 de septiembre de 2021.[11]

#### Bajas femeninas
| Rank. | Tenista         | Puntos antes | Puntos por defender | Puntos ganados | Puntos después | Motivo            |
| ----- | --------------- | ------------ | ------------------- | -------------- | -------------- | ----------------- |
| 1     | Ashleigh Barty  | 9077         | 0                   | 0              | 9077           | Desgaste físico   |
| 2     | Aryna Sabalenka | 7115         | 0                   | 0              | 7115           | Positivo COVID-19 |

### Dobles femenino
| Tenista                               | Ranking | Preclasificada |
| Barbora Krejčiková Kateřina Siniaková | 3       | 1              |
| Su-Wei Hsieh Elise Mertens            | 7       | 2              |
| Shuko Aoyama Ena Shibahara            | 16      | 3              |
| Alexa Guarachi Desirae Krawczyk       | 31      | 4              |
| Nicole Melichar Demi Schuurs          | 35      | 5              |
| Hayley Carter Gabriela Dabrowski      | 41      | 6              |
| Darija Jurak Andreja Klepač           | 46      | 7              |
| Sharon Fichman Giuliana Olmos         | 57      | 8              |

## Campeones

### Individual masculino
Cameron Norrie venció a  Nikoloz Basilashvili por 3-6, 6-4, 6-1

### Individual femenino
Paula Badosa venció a  Victoria Azárenka por 7-6(7-5), 2-6, 7-6(7-2)

### Dobles masculino
John Peers /  Filip Polášek vencieron a  Aslán Karatsev /  Andrey Rublev por 6-3, 7-6(7-5)

### Dobles femenino
Su-Wei Hsieh /  Elise Mertens vencieron a  Veronika Kudermétova /  Elena Rybakina por 7-6(7-1), 6-3